# Diecezja wyłkowyska
Diecezja wyłkowyska (łac. Dioecesis Vilkaviskensis) – diecezja Kościoła rzymskokatolickiego na Litwie.

## Historia
Diecezja powstała 4 kwietnia 1926 po likwidacji diecezji sejneńskiej. Wchodzi w skład metropolii kowieńskiej.

## Biskupi diecezjalni
- 1926–1947: Antoni Karaś
- 1991–2002: Juozas Žemaitis
- od 2002: Rimantas Norvila

## Sanktuaria
- Bazylika św. Michała Archanioła w Mariampolu
- Kaplica bł. Jerzego Matulewicza w Luginiach